# Înclinație orbitală

Înclinația, în general, este unghiul dintre un plan de referință și un alt plan sau axa de direcție.
Înclinarea este unul dintre cei șase parametri orbitali care descriu forma și orientarea unei orbite celeste. Acesta este distanța unghiulară a planului orbital față de planul de referință (de obicei ecuatorul principal sau ecliptic), precizat în mod normal, în grade.